# Darius của Pontos
Darius của Pontos (thế kỷ thứ 1 TCN) là một hoàng thân của vương quốc Pontos. Ông là một vị vua mang huyết thống Iran và Hy Lạp Macedonia.
Darius là người con trai đầu tiên của vua Pharnaces II xứ Pontos  với người vợ Sarmatia của ông ta Ông có hai người em:. Một em gái tên là Dynamis  và một người em trai tên là Arsaces Ông bà nội của ông là vị vua Pontos Mithridates VI và Laodice, người em gái và là người vợ đầu tiên của ông ta. Arsaces được sinh ra và lớn lên ở vương quốc Pontos và ở vương quốc Bosporos.
Theo Strabo, Arsaces và Darius đã được bảo vệ bởi một thủ lĩnh nổi loạn được gọi là Arsaces trong suốt khoảng thời gian khi ông ta trấn giữ một pháo đài bị bao vây bởi Polemon I và Lycomedes của Comana. Darius đã được phong làm vua của Pontos bởi vị tam hùng La Mã Marcus Antonius vào năm 39 TCN. Triều đại của ông khá là ngắn và ông qua đời trong năm 37 TCN. Sau khi Darius qua đời, người em trai Arsaces lên kế vị ông. Mặt khác Antonius lại tước mất vùng đất Cilicia từ tay của Darius và ban nó cho Polemon I trong năm 37 TCN.